# Transfer de căldură și de masă
Prin transfer de căldură și de masă în termodinamică se înțeleg o serie de fenomene similare care pot fi descrise de o relație matematică de transport (derivata substanțială) de forma:
{\displaystyle {\frac {{\mbox{D}}\Phi }{{\mbox{d}}\tau }}=C\nabla ^{2}\Phi }
unde:
{\displaystyle \Phi \,} este proprietatea care se transportă,
{\displaystyle \tau \,} este timpul, iar
{\displaystyle C\,} este un coeficient de proporționalitate.
Relația de mai sus caracterizează modul de transport din aproape în aproape și se aplică practic la trei proprietăți:
- transportul impulsului;
- transportul conductiv al căldurii;
- transportul difuziv al masei.

Nu toate fenomenele din termodinamică pot fi modelate astfel. De exemplu radiația termică nu poate fi modelată astfel deoarece nu există similitudine între legile radiației și relația de mai sus.

## Fenomene modelate
În cazul impulsului, proprietatea care intră în formulă este viteza, relația devenind:
{\displaystyle {\frac {{\mbox{D}}{\vec {w}}}{{\mbox{d}}\tau }}=\nu \nabla ^{2}{\vec {w}}}
unde coeficientul de proporționalitate este viscozitatea cinematică.
În cazul conducției termice (și prin extensie a convecției, considerată conducție în stratul limită), proprietatea care intră în formulă este temperatura, relația devenind:
{\displaystyle {\frac {{\mbox{D}}t}{{\mbox{d}}\tau }}=a\nabla ^{2}t}
unde coeficientul de proporționalitate este difuzivitatea termică.
În cazul difuziei masei, proprietatea care intră în formulă este concentrația masică, relația devenind a doua lege a lui Fick:
{\displaystyle {\frac {{\mbox{D}}c}{{\mbox{d}}\tau }}=D\nabla ^{2}c}
unde coeficientul de proporționalitate este difuzivitatea moleculară.
Cele trei fenomene pot avea loc atât separat, cât și simultan.

## Similaritatea fenomenelor
Deoarece fenomenele sunt similare, așa cum convecția termică este caracterizată, de exemplu, de criteriile de similitudine Reynolds și Prandtl:
{\displaystyle {\mbox{Re}}={\frac {w\cdot l}{\nu }}}     ,     {\displaystyle {\mbox{Pr}}={\frac {\nu }{a}}}
analog, pentru difuzia masică se pot scrie criteriile de similitudine Sherwood și Schmidt:
{\displaystyle {\mbox{Sh}}={\frac {c\cdot l}{\nu }}}     ,     {\displaystyle {\mbox{Sc}}={\frac {\nu }{D}}}
Se pot scrie multe alte criterii de similitudine, precum și relațiile dintre ele.

## Aplicații
Aplicațiile tehnice în care se întâlnesc fenomene care se încadrează la transfer de căldură și de masă sunt cele în care are loc evaporarea, condensarea sau difuzia masei, de obicei sub influența unui câmp de temperaturi. Exemple sunt degazoarele (difuzie), turnurile de răcire (evaporare),, instalațiile de uscare (evaporare), coloanele de distilare (evaporare), reactoarele chimice (difuzie în mediu poros).